# Fritz Lengemann

Fritz Lengemann

Fritz Lengemann (* 1. Februar 1892 in Kassel; † 30. Mai 1934 ebenda) war ein deutscher Politiker (NSDAP).

## Leben und Wirken
Fritz Lengemann wurde 1892 als Sohn des städtischen Hausmeisters Karl Lengemann und der Elisabeth Walther geboren. Nach dem Besuch der Bürgerschule (1898 bis 1902) und des Realgymnasiums (1902 bis 1910) in Kassel schlug Lengemann die Beamtenlaufbahn ein: Von Ostern 1910 bis Juni 1914 wurde er für den mittleren Dienst ausgebildet, um am 1. Juli 1914 eine Stelle bei der Gartenbau- und Friedhof-Berufsgenossenschaft (Reichsunfallversicherung) in Kassel anzutreten.
Vom 21. Oktober 1914 bis zum April 1916 nahm Lengemann mit dem Infanterieregiment 167 und dem Landwehrinfanterieregiment 83 am Ersten Weltkrieg teil. Im April 1916 wurde er aufgrund einer Kriegsbeschädigung aus der Armee entlassen. Nach der vorübergehenden Rückkehr in seine Heimat gehörte er vom 3. Mai 1918 bis zum 31. Mai 1919 der 1. Ersatzkompanie des Infanterieregiments 83 an.
Wieder in seiner Heimat heiratete Lengemann am 16. Oktober 1920 Grete Kesselschläger. Von 1920 bis 1932 führte er den Vorsitz über die Kasseler Ortsgruppe des Verbandes der Beamten und Angestellten der Reichsunfallversicherung. Außerdem war er stellvertretender Vorsitzender des Hauptausschusses dieses Verbandes. 
Im März 1924 wurde Lengemann Bezirksführer im Völkisch-Sozialen Block und in der Nationalsozialistischen Freiheitspartei. Am 27. Februar 1925 beteiligte Lengemann sich an der Gründung der NSDAP-Ortsgruppe Kassel, die er bis zum 1. September 1927 führte. An diesem Tag übernahm er den Posten des Gauschatzmeisters und stellvertretenden Gauleiters im Gau Hessen-Nassau Nord. Zum 22. Mai 1925 war er selbst der NSDAP beigetreten (Mitgliedsnummer 5.825). Am 1. Oktober 1931 folgte schließlich die Ernennung Lengemanns zum stellvertretenden Gauleiter und Gauorganisationsleiter der NSDAP in Kassel. 
Von 1932 bis zu seinem Tod im Mai 1934 saß Lengemann als Abgeordneter der NSDAP im Reichstag. Am 12. März 1933 wurde er außerdem Mitglied der Stadtverordnetenversammlung von Kassel, deren Vorsitz er bald darauf am 30. März 1933 übernahm. Am 8. April 1933 wurde Lengemann zum kommissarischen und am 9. Juni zum ständigen Landrat des Kreises Kassel ernannt.